# Deçan
Deçani (Servisch: Дечани, Dečani) is een gemeente in het Kosovaarse district Gjakovë. Deçani telt 40.019 inwoners (2011). De oppervlakte bedraagt 180 km², de bevolkingsdichtheid is 281 inwoners per km². In Deçani bevindt zich het Klooster Visoki Decani.

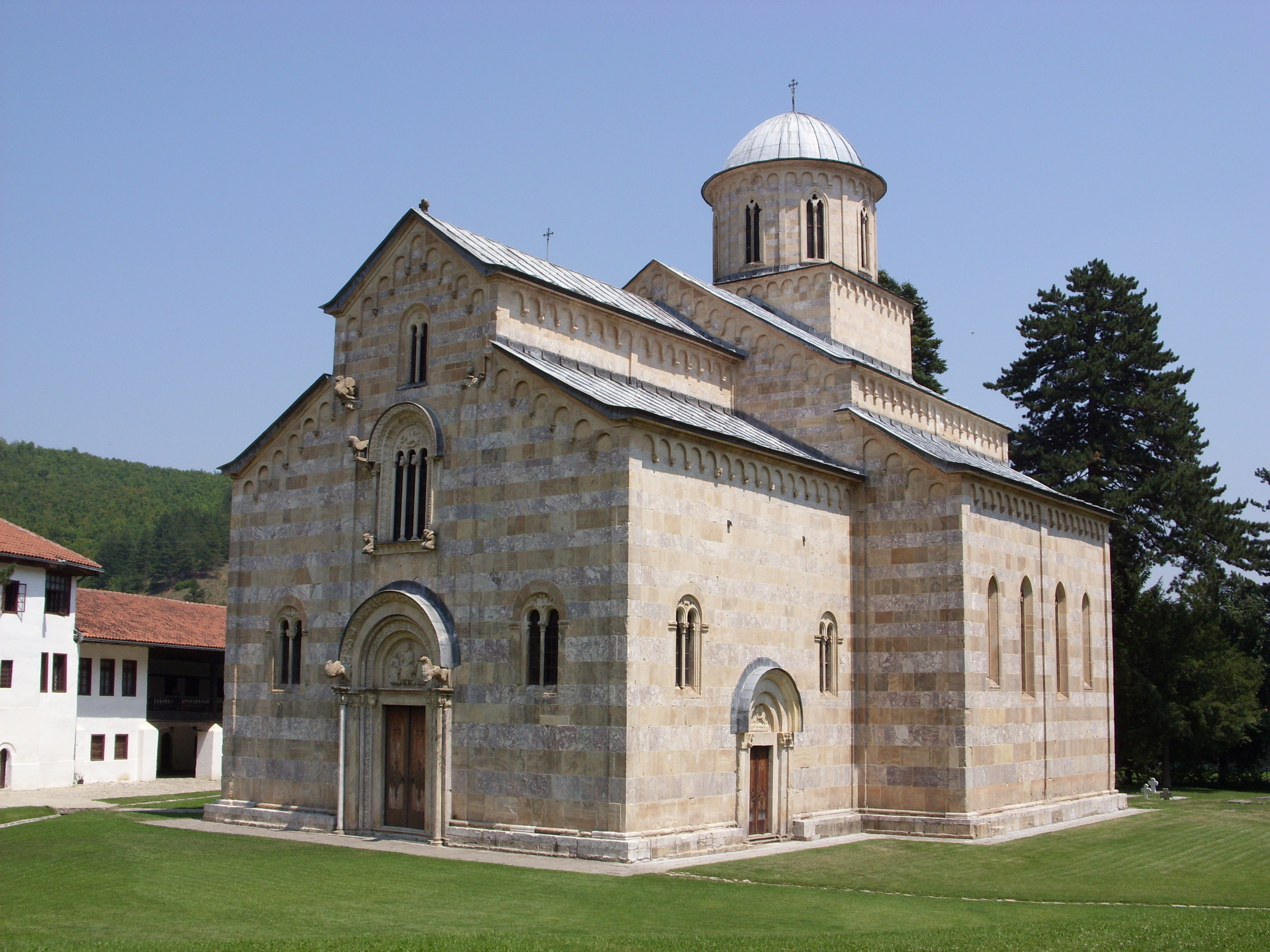
Klooster Visoki Dečani

## Geografie
Deçani ligt in de Albanese Alpen en ligt niet ver van de grens met Montenegro en Albanië.

## Bevolking
Volgens de volkstellingsresultaten van 2011 telde de gemeente Deçani 40.019 inwoners. De Kosovaarse Albanezen vormen - met 39.402 personen - veruit de grootste bevolkingsgroep in de gemeente, maar er leven ook enkele minderheidsgroepen, waaronder Serviërs, Bosniërs, Ashkali, Balkan-Egyptenaren en Roma. Deze minderheidsgroepen wonen voornamelijk in de dorpen Babaloq, Dubovik, Gllogjan, Gramaçel, Posar, Rastavica en Shaptej.

### Religie
In 2011 was 98,9% van de bevolking moslim. Het resterende deel van de bevolking was hoofdzakelijk katholiek.

## Gemeentelijke kernen
De gemeente Deçani bestaat uit 37 nederzettingen. 
| Albanese naam       | Servische naam  | Inwoners (2011) |
| ------------------- | --------------- | --------------- |
| Baballoq            | Babaloć         |                 |
| Carrabreg i Epërm   | Gornji Crnobreg |                 |
| Carrabreg i Poshtem | Donji Crnobreg  | 3.505           |
| Deçan               | Dečani          | 3.803           |
| Drenoc              | Drenovce        |                 |
| Dubovik             | Dubovik         |                 |
| Gllogjan            | Glođane         |                 |
| Gramaçel            | Gramočelj       |                 |
| Jasiq               | Jasić           |                 |
| Kodrali             | Kodralija       |                 |
| Lëbushë             | Ljubusa         |                 |
| Lloqan              | Locan           |                 |
| Lumbardh            | Bistrica        |                 |
| Maznik              | Maznik          |                 |
| Pobergjë            | Pobrđe          |                 |
| Papiq               | Papić           |                 |
| Pepsh               | Pepša           |                 |
| Pozhar              | Požar           |                 |
| Prapaqan            | Prapaćan        |                 |
| Prelep              | Prilep          | 2.165           |
| Rastavica           | Rastavica       |                 |
| Ratish i Epërm      | Gornji Ratiš    |                 |
| Irzniq              | Rznić           |                 |
| Beleg               | Beleg           |                 |
| Shaptej             | Šaptej          |                 |
| Sllup               | Slup            |                 |
| Strellc i Epërm     | Gornji Streoc   | 3.347           |
| Strellc i Poshtem   | Donji Streoc    |                 |
| Voksh               | Vokša           |                 |
| Vranoc i Vogël      | Mali Vranovac   |                 |

## Geboren
- Beqë Cufaj (1970), schrijver, journalist en ambassadeur in Duitsland

Deçan · Dragash · Gjakovë · Ferizaj · Fushë Kosovë · Gllogovc · Gjilan · Gračanica (Graçanicë) · Hani i Elezit · Istog · Junik · Kaçanik · Kamenicë · Klinë · Klokot (Kllokot) · Leposavić (Albanik) · Lipjan · Malishevë · Mamuşa (Mamushë) · Mitrovicë · Novobërdë · Obiliq · Parteš (Partesh) · Pejë · Podujevë · Pristina (Prishtinë, Priština) · Prizren · Rahovec · Ranilug (Ranillug) · Skënderaj · Štrpce (Shtërpcë) · Shtime · Suharekë · Viti · Vushtrri · Zubin Potok (Zubin Potok) · Zvečan (Zveçan)